# Архитектура русского модерна
Архитектура русского модерна — наименование исторического периода в развитии русской архитектуры рубежа XIX—XX веков.
В истории русской культуры употребление термина «модерн» (фр. moderne — современный) существенно отличается от его использования в истории западноевропейского искусства, где он означает просто «новый, современный» применительно к любому историческому периоду, а для именований искусства конца XIX— начала XX веков в каждой стране приняты собственные определения (ар-нуво, либерти, югендстиль, сецессион и другие).

## Общие определения
Главная особенность развития культуры и, в частности, архитектурного творчества этого времени наилучшим образом сформулирована в знаменитой книге В. С. Горюнова и М. П. Тубли «Архитектура эпохи модерна»: «Искусство, которое сравнительно недавно именовалось декадентским, всё отчётливее приобретает значение этапа, завершающего грандиозный цикл развития европейской культуры, начинавшегося ещё в пору античности. Несомненно то, что предпринятая на рубеже веков попытка обобщения эстетического опыта человечества, синтеза художественных традиций Запада и Востока, античности и Средневековья, классицизма и романтизма сопровождалась и, в известной мере, была порождена явлениями упадка, кризиса сложившейся к этому времени системы научных, эстетических и этических ценностей».
Главной объединяющей тенденцией в архитектуре, в том числе и русской, стала антиэклектическая направленность: стремление освободиться от излишеств и пестроты разностильного декора, свойственных эклектизму предыдущего периода историзма, и найти объединяющий принцип, предполагающий органичную целостность архитектурной композиции. Однако «русский модерн» имеет специфику, определяемую историко-культурными особенностями развития русского искусства на рубеже веков: декадентство, настроения романтического ретроспективизма и символизма придавали характерную окраску поискам нового, которое чаще оказывалось попыткой оживить старое. В этом смысле характерны оценки А. А. Русаковой, заметившей, что немецкое выражение «Jahrhundertwende» («поворот столетий») лучше определяет содержание периода, чем чаще употребляемое французское «fin de siècle» («конец века»).
Эстетизм, свойственный символизму мышления многих деятелей декадентских кружков периода модерна в поисках соединения старого и нового, нашёл отражение ещё в одном названии, также закрепившимся за этим периодом русской культуры: «серебряный век». «Мы гребень вставшей волны», — писал В. Я. Брюсов, зачинатель символизма в русской поэзии «серебряного века».
В. Г. Власов, основываясь на концепции Горюнова и Тубли, подчёркивал: «Стремление к целостности — основная цель искусства периода модерна. В то же время многообразие художественных форм и сложность переходной эпохи, её кратковременность не позволили принципу целостности реализоваться достаточно полно во всех произведениях». Многообразие иконографических источников и интеллектуальных тенденций приводили к значительному усложнению общей картины развития национальной архитектуры даже в сравнении с предыдущим периодом историзма и эклектики. В результате в период модерна существовали произведения не только в «стиле модерн» (под которым обычно подразумевается стиль ар-нуво). В архитектуре продолжали создаваться композиции в духе историзма и стилизаций в русле национально-романтического движения, формировался неорусский стиль, в архитектуре Санкт-Петербурга — северный модерн, архитекторы продолжали строить в стиле неоренессанс и необарокко, складывались основы будущего конструктивизма.

## Основные течения архитектуры русского модерна
Полистилизм эпохи модерна в сравнении с искусством стран Западной Европы также проявился особенным образом. Поиски собственного национального пути окрашивали развитие русского искусства на протяжении всей его истории и, в особенности, в переломные эпохи, стимулируемые усилением воздействия западноевропейской культуры. Поэтому одним из главных течений в архитектуре русского модерна стал неорусский стиль, ретроспективный по идеологическим установкам, но новаторский в приёмах композиции и формообразования, стилизующих традиционные элементы древнерусской архитектуры. На этом основании его иногда считают преконструктивистским.
Отчасти ретроспективная по содержанию архитектура северного модерна, типичная для Швеции и Финляндии, получила распространение в Санкт-Петербурге, но она приобрела, в отличие от скандинавских стран, не национально-романтический, а общекультурный характер, поскольку функцию национально-романтического течения выполнял неорусский стиль. В Санкт-Петербурге северный модерн также часто приобретал преконструктивистский характер, прежде всего в творчестве Ф. И. Лидваля, А. Ф. Бубыря и Н. В. Васильева.
Во многих случаях преконструктивистские тенденции северного модерна соединялись с формообразующими принципами модерн-классицизма, в котором подчас объединены элементы традиционного классицизма и даже палладианства с декором франко-бельгийского ар-нуво (так называемый «флоральный стиль»), но общая композиция остаётся классицистической. Совершенно оригинальными являются произведения неопалладианского стиля И. А. Фомина и А. В. Щусева.
Однако в целом здания периода модерна не отсылают к прошлому, а активно используют новые материалы и технологии (лифт, железобетон). Яркими примерами архитектуры модерн-классицизма являются «несгораемый» из камня, железа и стекла Дом компании «Зингер», построенный в 1902—1904 годах по проекту П. Ю. Сюзора, Торговый дом «С. Эсдерс и К. Схейфальс» (1906—1907, архитекторы В. А. Липский и К. Н. де Рошфор) и Дом торгового товарищества «Братья Елисеевы» (1902—1903, гражданский инженер Г. В. Барановский) в Санкт-Петербурге.
С аллюзией на монастырский северорусский стиль архитектор русского модерна Ф. О. Шехтель перестроил Ярославский вокзал в Москве (1902). Дома в стиле северного модерна декорировали рустикой (грубым необработанным камнем), в качестве украшений активно использовали рельефы и металлодекор с флоральным орнаментом, керамическую плитку, белый силикатный кирпич и цветную майолику. Особенностью домов в стиле северного модерна были эркеры. Возрождалось искусство паечного (мозаичного) витража, в частности на лестничных клетках с электрической подсветкой.
Для архитектуры модерна характерны объекты, привлекавшие архитекторов возможностями исторических стилизаций и, одновременно, конструктивных новаций, например городские вокзалы: Казанский вокзал в Москве, Витебский вокзал в Санкт-Петербурге, здания банков, доходные дома, гостиницы (гостиница «Бристоль» в Воронеже), частные особняки (Дом Шаронова в Таганроге).

## Галерея

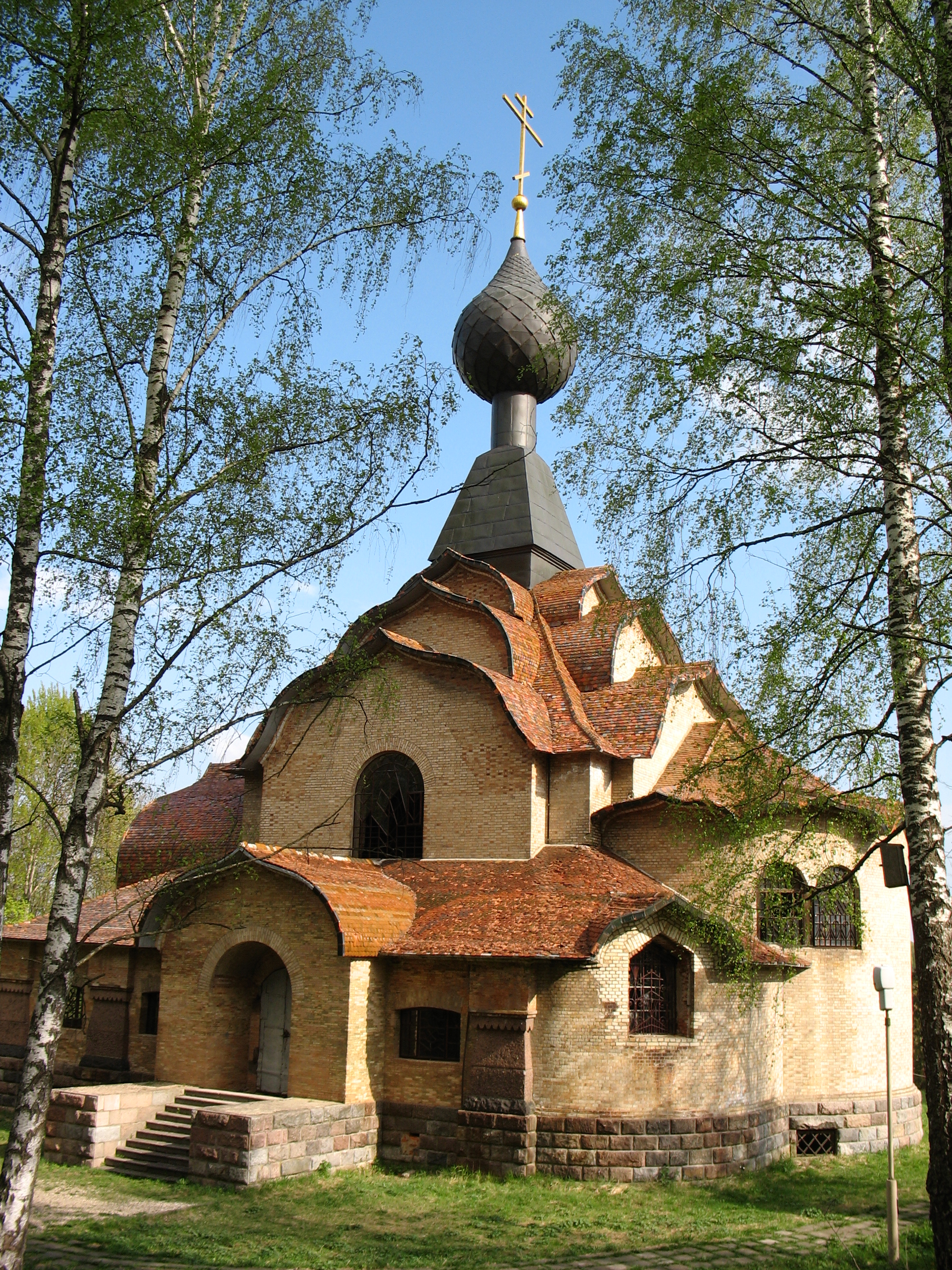
Церковь Святого Духа в Талашкино. 1900—1905. По рисунку С. В. Малютина
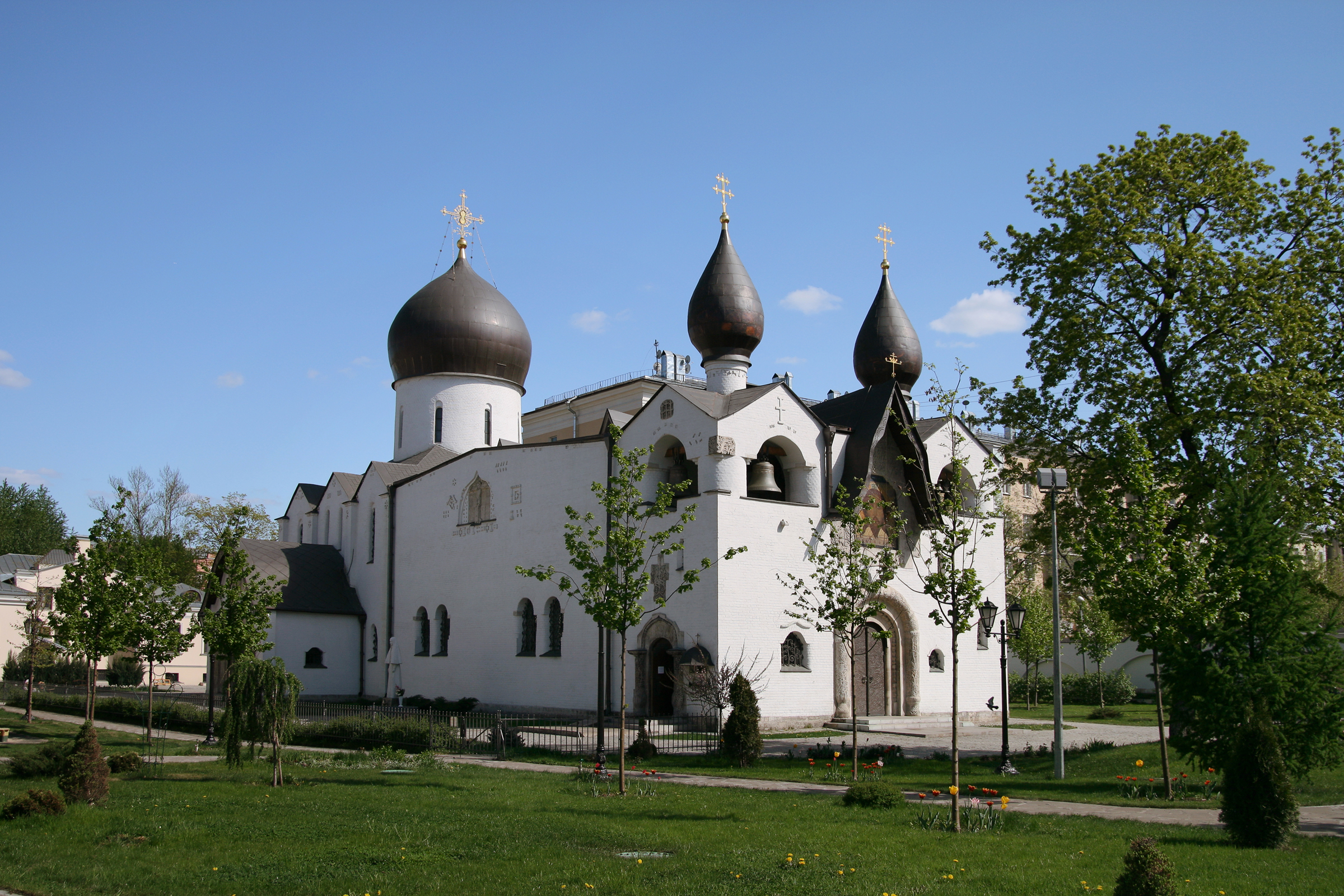
Собор Марфо-Мариинской обители на Ордынке в Москве. 1910. Архитектор А. В. Щусев
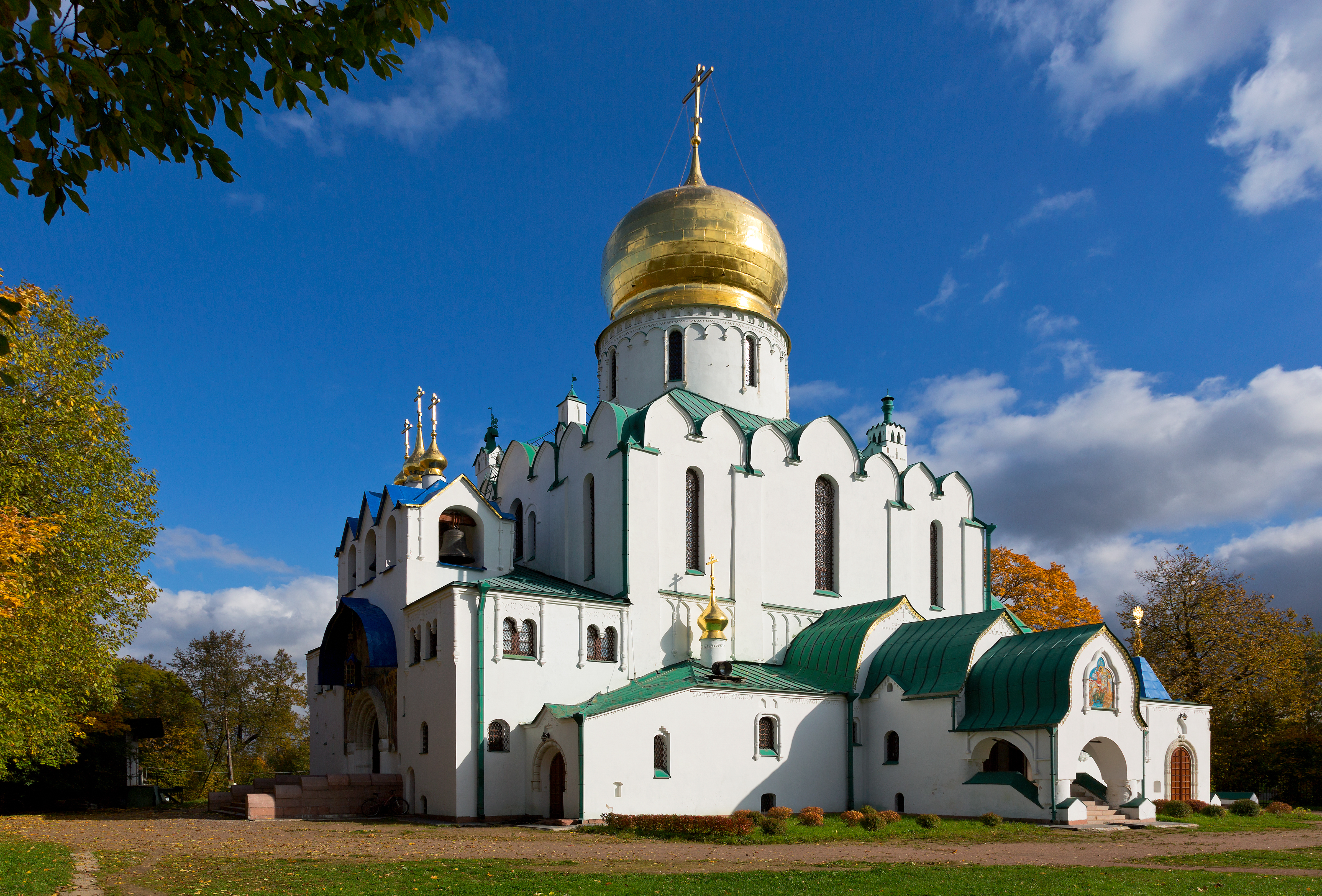
Собор Фёдоровского городка в Царском Селе. 1910—1912. Архитектор В. А. Покровский
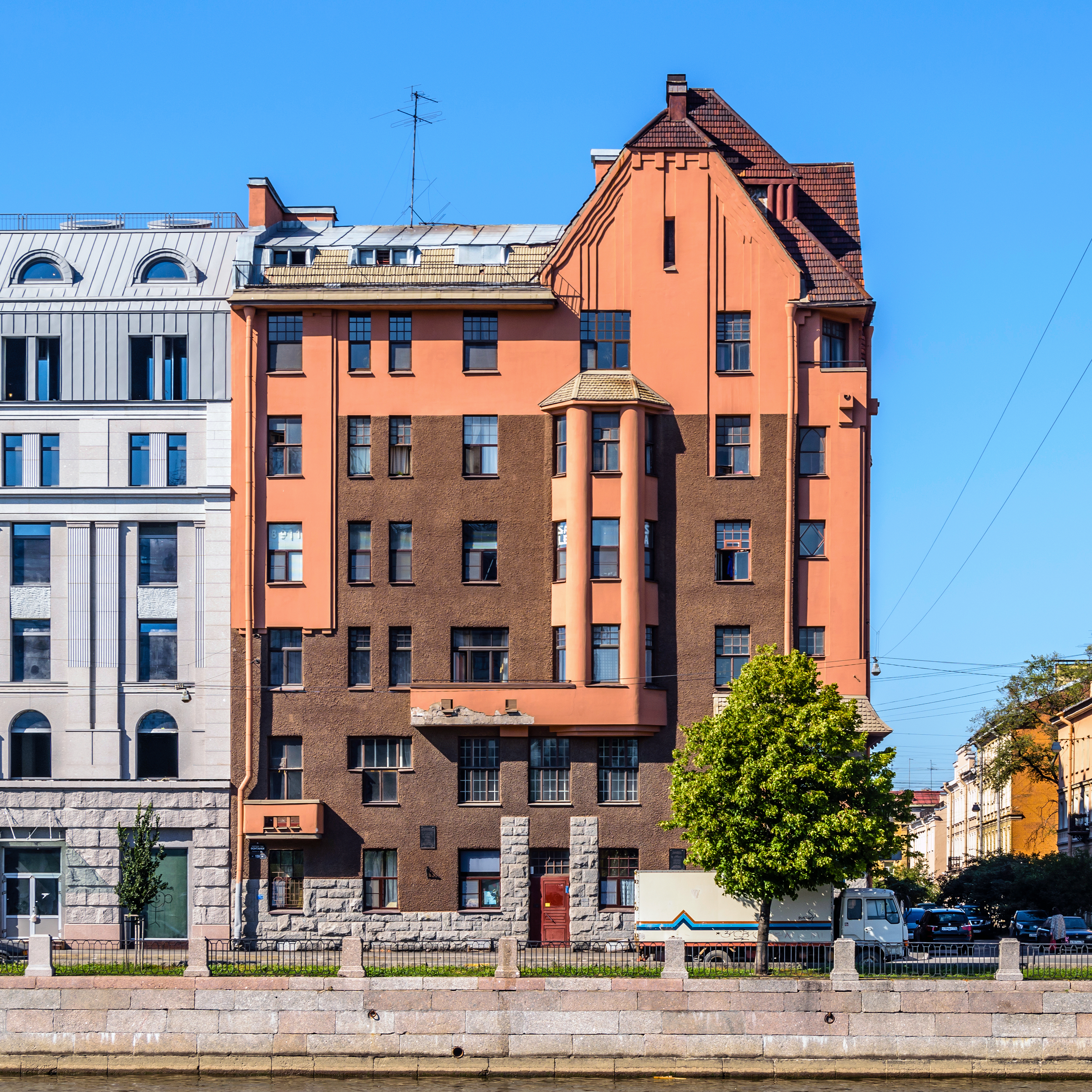
Доходный дом К. И. Капустина на набережной р. Фонтанки. Санкт-Петербург. 1910—1912. Архитектор А. Ф. Бубырь
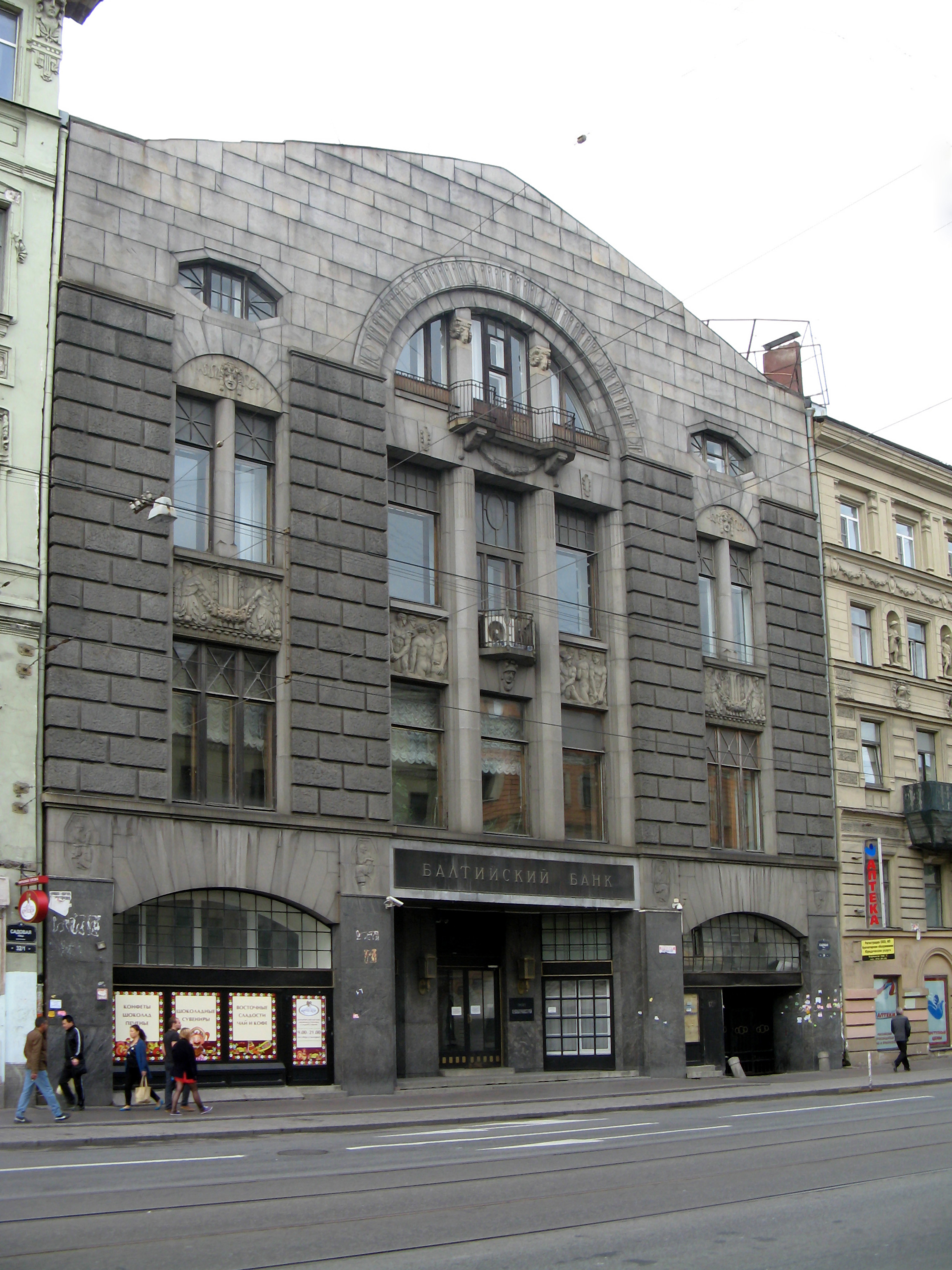
Здание Второго Общества взаимного кредита на Садовой улице. Санкт-Петербург. 1907—1909. Архитектор Ф. И. Лидваль
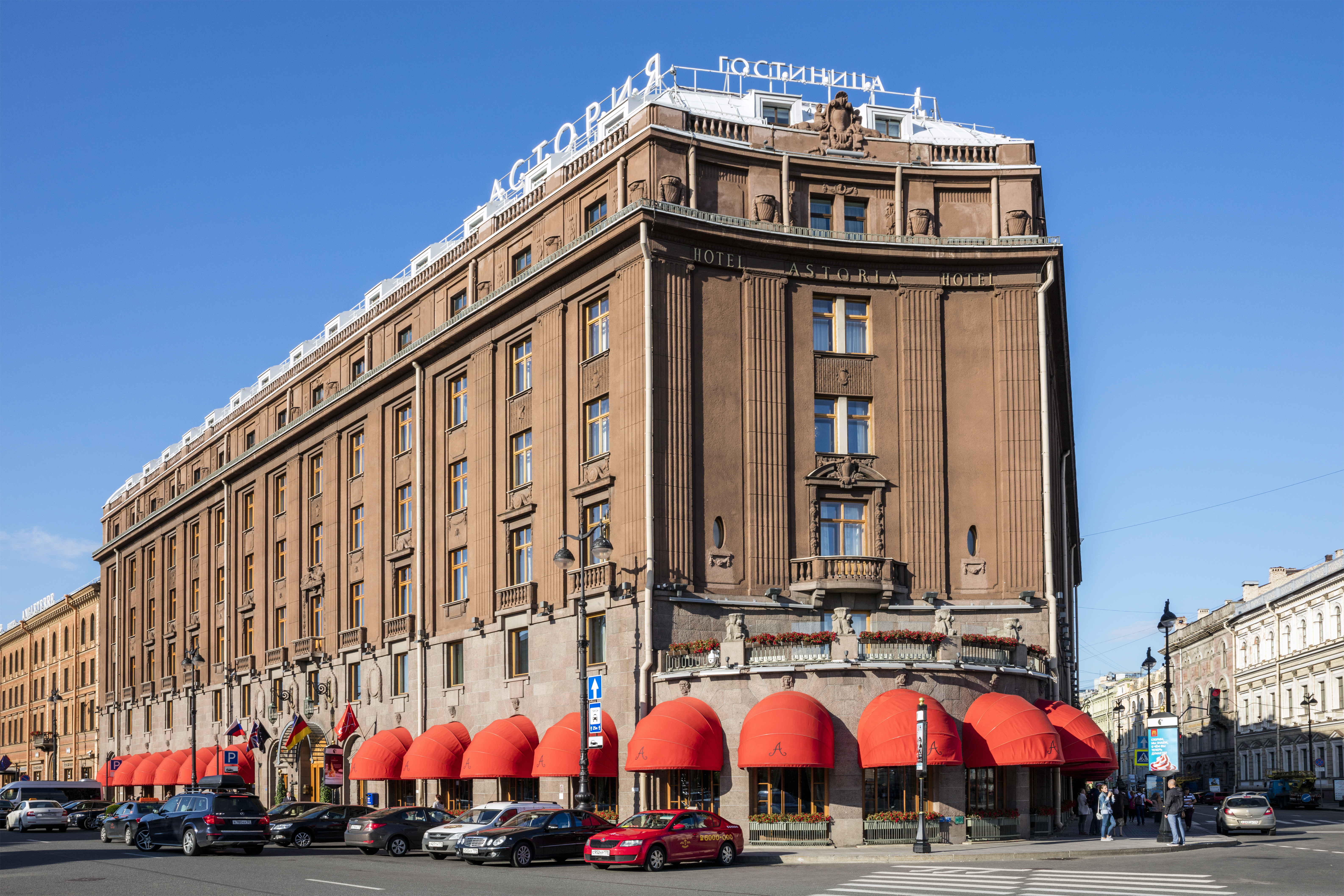
Здание гостиницы «Астория». Санкт-Петербург. 1912. Архитектор Ф. И. Лидваль
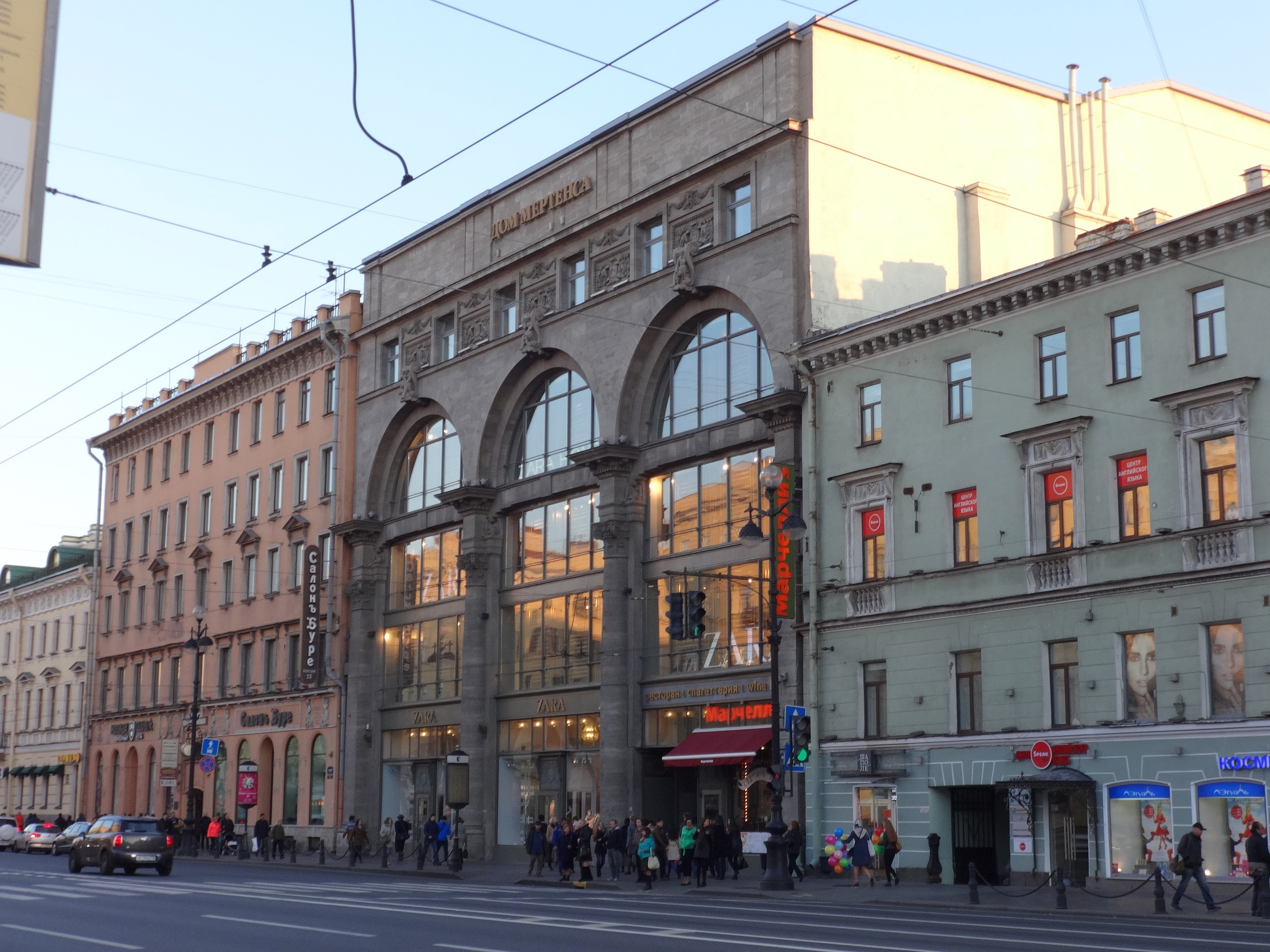
Торговый дом Мертенса на Невском проспекте. Санкт-Петербург. 1911—1912. Архитектор М. С. Лялевич
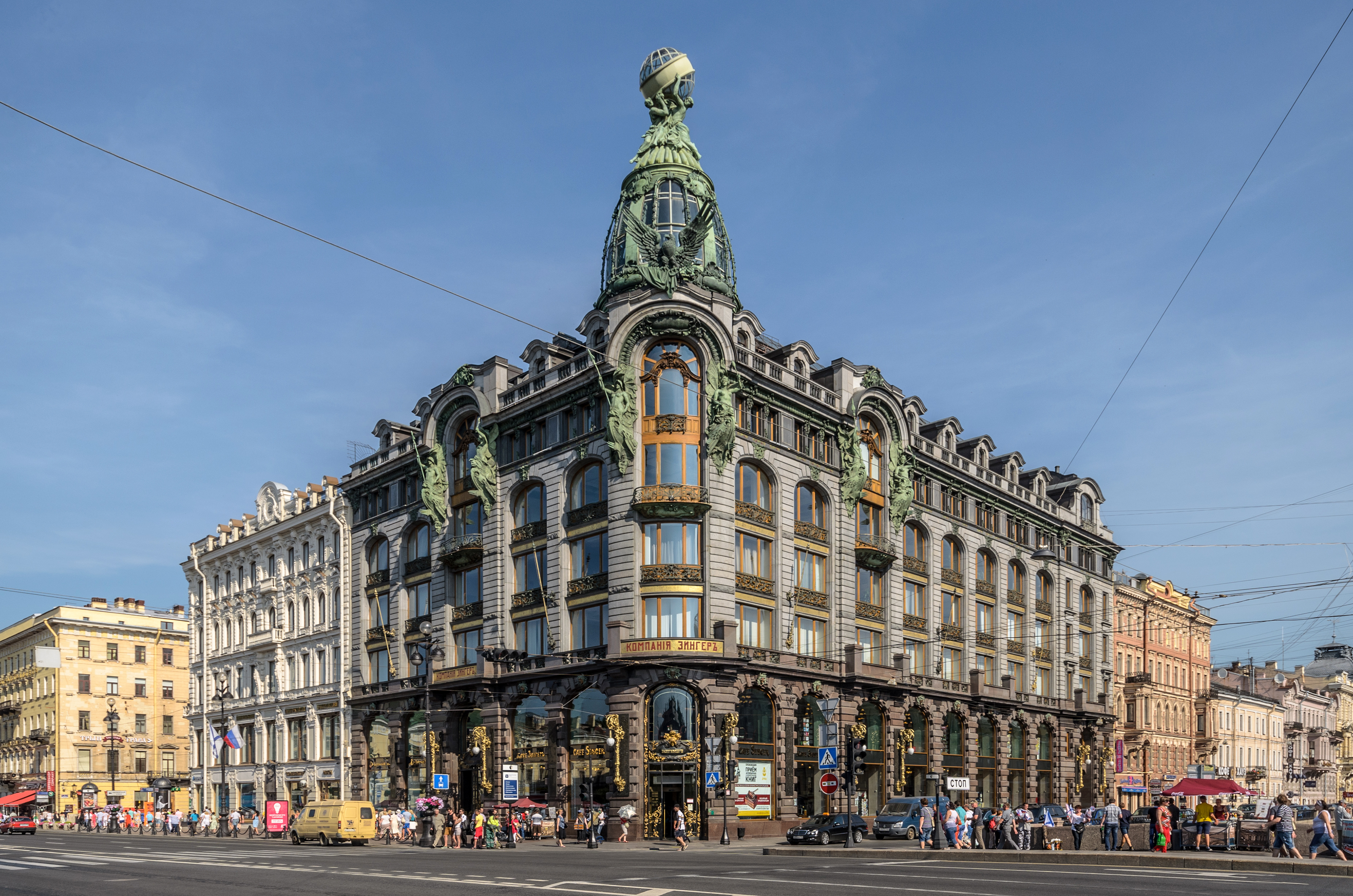
Дом компании «Зингер», Санкт-Петербург. 1902—1904. Архитектор П. Ю. Сюзор
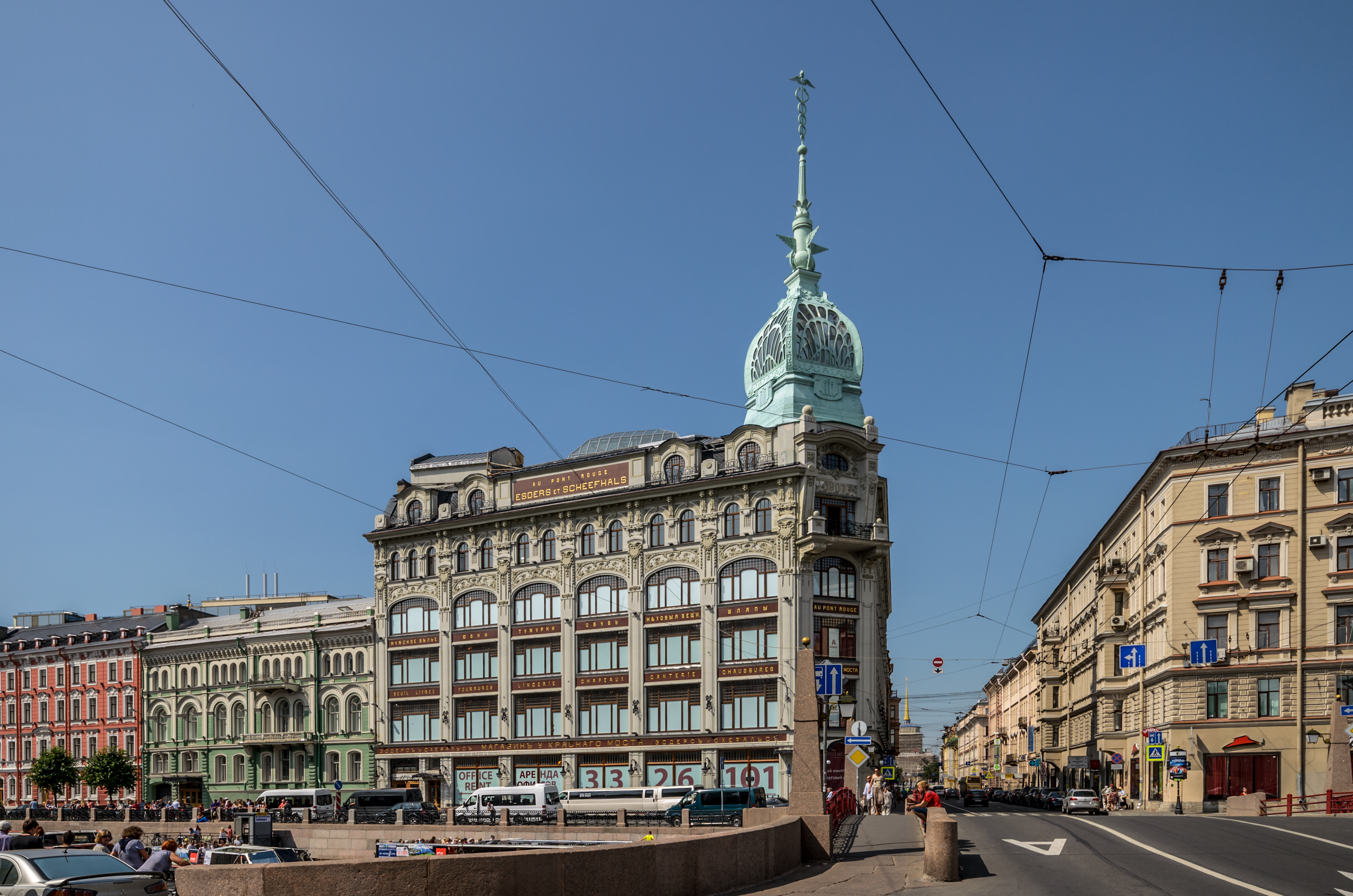
Торговый дом «С. Эсдерс и К. Схейфальс». 1906—1907. Архитекторы В. А. Липский и К. Н. де Рошфор
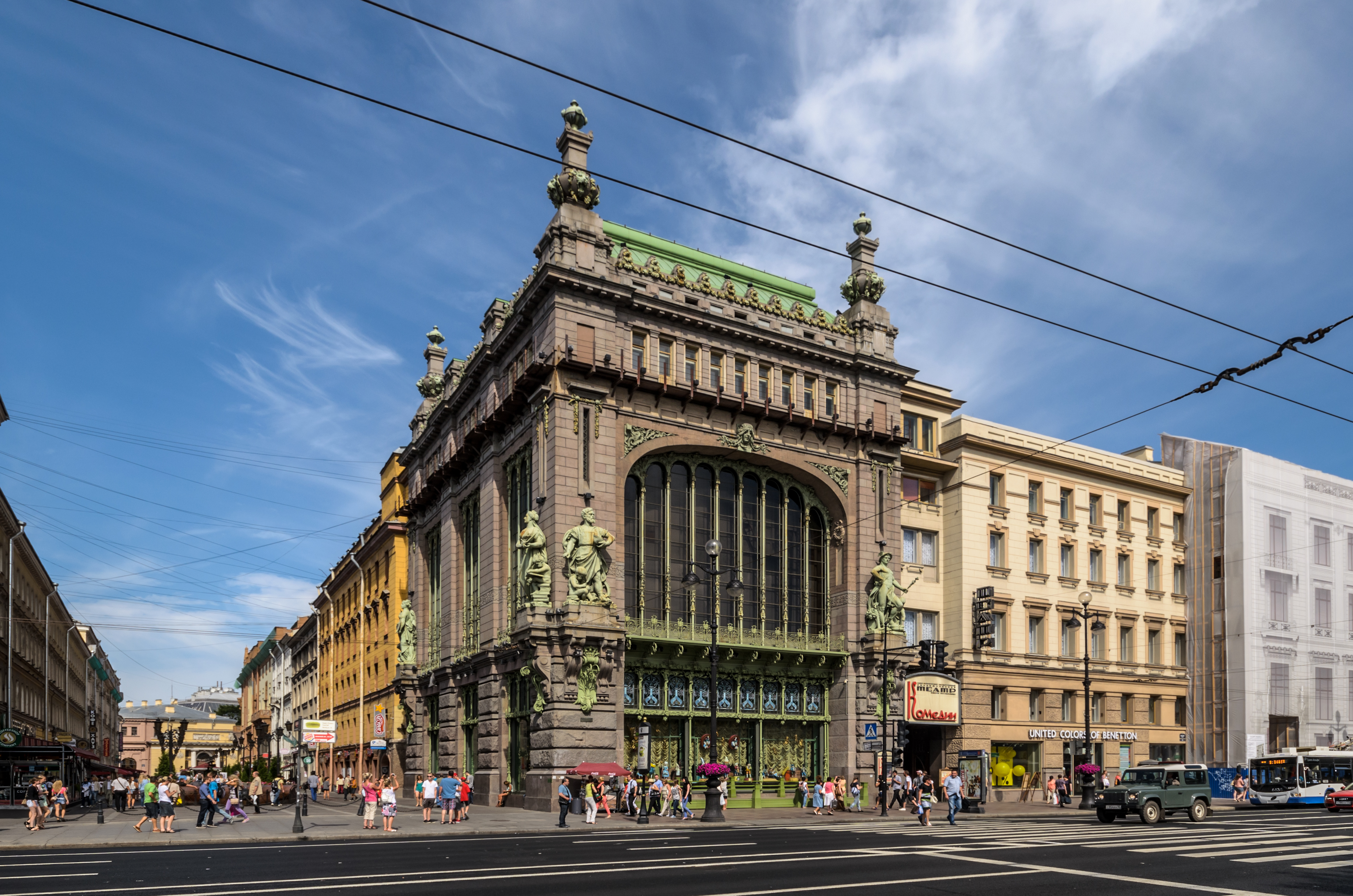
Дом торгового товарищества «Братья Елисеевы». 1902—1903, Санкт-Петербург. Гражданский инженер Г. В. Барановский
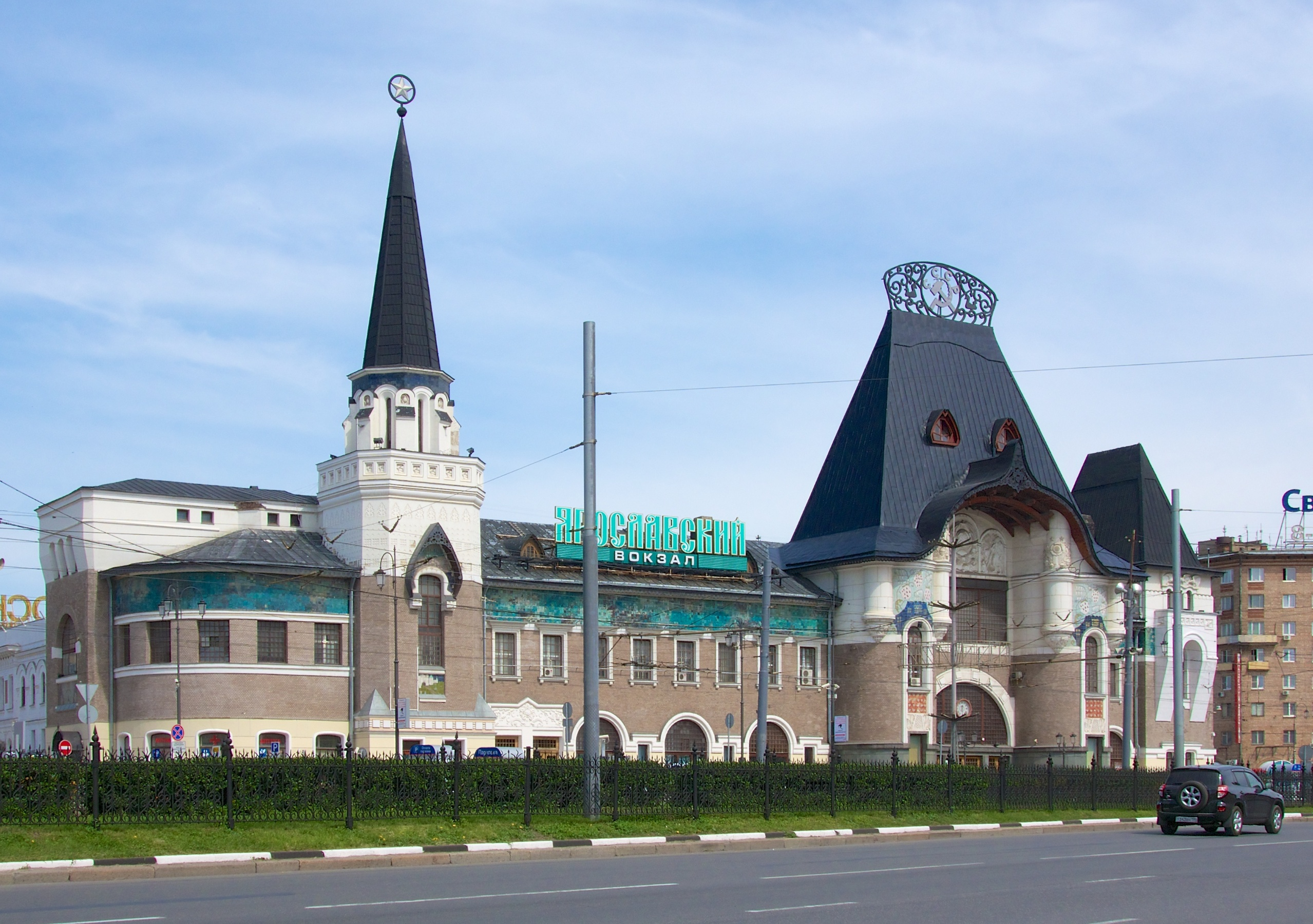
Здание Ярославского вокзала в Москве. 1880—1882. Архитектор Ф. О. Шехтель
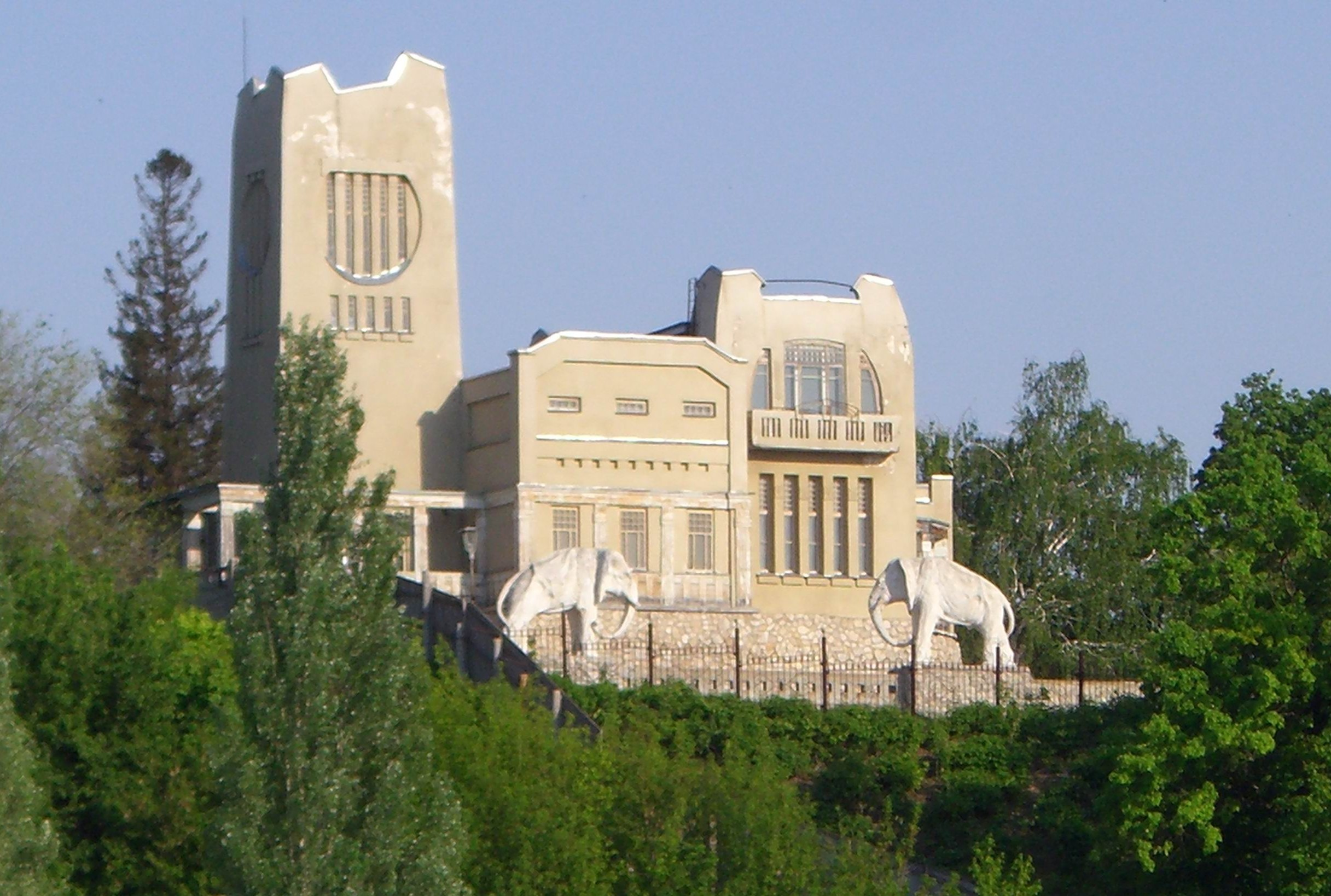
«Дом со слонами». Дача Головкина в Самаре. 1908—1909. Архитекторы В. В. Тепфер и К. П. Головкин